# Boris Sacharowitsch Wulich
Boris Sacharowitsch Wulich, russisch Борис Захарович Вулих, englische Transkription Boris Zakharovich Vulikh, (* 20. Februar 1913; † 1. September 1978) war ein russischer Mathematiker, der sich mit Analysis befasste. Er war 1964 bis 1978 Inhaber des Lehrstuhls für Analysis an der Staatlichen Universität Sankt Petersburg.

## Leben
Wulich, der aus einer Mathematiker-Familie stammt (der Vater unterrichtete an der Pädagogischen Hochschule und der Großvater Sachar Borissowitsch Wulich (1844–1897) an Militärschulen in Sankt Petersburg und in der Zarenfamilie), wurde an der Universität Sankt Petersburg bei Gregor Michailowitsch Fichtenholz 1938 (Kandidatentitel) promoviert. 1946 habilitierte er sich (russischer Doktortitel). Beginnend mit der Verteidigung von Leningrad 1941 war er beim Militär, zuletzt als Inhaber des Lehrstuhls für Mathematik an der Marineakademie in Leningrad von 1948 bis 1957. Außerdem lehrte er 1938 bis 1963 an der Pädagogischen Hochschule in Leningrad, bevor er Professor an der Universität wurde.
Mit Leonid Witaljewitsch Kantorowitsch befasste er sich mit Funktionalanalysis teilgeordneter Mengen. In Russland gilt er als Begründer der Theorie der Vektor-Verbände.

## Schriften
- mit Leonid Kantorovich, Aron Grigorjewitsch Pinsker: Funktionalanalysis partiell geordneter Mengen (russisch), GITTL, Moskau-Leningrad, 1950
- Introduction to the theory of partially ordered spaces, Groningen: Wolters-Noordhoff Scientific Publications, 1967
- Introduction to functional analysis for scientists and technologists. International Series of Monographs on Pure and Applied Mathematics 32, Oxford: Pergamon Press 1963
- Ein kurzer Lehrgang in der Theorie der Funktionen einer reellen Variablen (russisch), Nauka, Moskau 1973
- mit Z. D. Kolomoitseva, G. P. Safronova: Analysis. Reihen, Integrationstheorie für Funktionen einer Variablen (russisch), Leningrad, LGU, 1970
- mit A. N. Podkorytov: Einführung in die Analysis (russisch). In.: Ausgewählte Kapitel in Analysis und höherer Algebra. Leningrad, LGU, 1981, S. 78–128.